# 2022년 더 베스트 FIFA 풋볼 어워드
2022년 더 베스트 FIFA 풋볼 어워드(The Best FIFA Football Awards 2022)는 2023년 2월 27일 프랑스 파리에서 열린 국제 축구 연맹(FIFA)의 시상식이다.

## 수상자 및 후보자

### 남자 베스트 선수
2023년 1월 12일, 14명의 선수가 후보에 올랐다. 이후 3명으로 추려진 최종 후보는 2월 10일에 공개되었다.
올해의 남자 선수 선정 기준은 2021년 8월 8일부터 2022년 12월 18일까지의 기간 동안의 활약을 기준으로 한다.
| 순위              | 선수                  | 클럽                              | 국적           | 득표 수        |
| 최종 후보 명단    | 최종 후보 명단        | 최종 후보 명단                    | 최종 후보 명단 | 최종 후보 명단 |
| ----------------- | --------------------- | --------------------------------- | -------------- | -------------- |
| 1위               | 리오넬 메시           | 파리 생제르맹                     | 아르헨티나     | 52             |
| 2위               | 킬리안 음바페         | 파리 생제르맹                     | 프랑스         | 44             |
| 3위               | 카림 벤제마           | 레알 마드리드                     | 프랑스         | 34             |
| 그 외의 후보 명단 |                       |                                   |                |                |
| 순위              | 선수                  | 클럽                              | 국적           | 득표 수        |
| 4위               | 루카 모드리치         | 레알 마드리드                     | 크로아티아     | 28             |
| 5위               | 엘링 홀란드           | 보루시아 도르트문트 맨체스터 시티 | 노르웨이       | 24             |
| 6위               | 사디오 마네           | 리버풀 바이에른 뮌헨              | 세네갈         | 19             |
| 7위               | 훌리안 알바레스       | 리버 플레이트 맨체스터 시티       | 아르헨티나     | 17             |
| 8위               | 아슈라프 하키미       | 파리 생제르맹                     | 모로코         | 15             |
| 9위               | 네이마르              | 파리 생제르맹                     | 브라질         | 13             |
| 10위              | 케빈 더 브라위너      | 맨체스터 시티                     | 벨기에         | 10             |
| 11위              | 비니시우스 주니오르   | 레알 마드리드                     | 브라질         | 10             |
| 12위              | 로베르트 레반도프스키 | 바이에른 뮌헨 바르셀로나          | 폴란드         | 7              |
| 13위              | 주드 벨링엄           | 보루시아 도르트문트               | 잉글랜드       | 3              |
| 14위              | 모하메드 살라         | 리버풀                            | 이집트         | 2              |

### 남자 베스트 골키퍼
2023년 1월 12일, 5명의 선수가 후보에 올랐다. 이후 3명으로 추려진 최종 후보는 2월 8일에 공개되었다.
| 순위              | 선수                  | 클럽           | 국적           | 득표 수        |
| 최종 후보 명단    | 최종 후보 명단        | 최종 후보 명단 | 최종 후보 명단 | 최종 후보 명단 |
| ----------------- | --------------------- | -------------- | -------------- | -------------- |
| 1위               | 에밀리아노 마르티네스 | 애스턴 빌라    | 아르헨티나     | 26             |
| 2위               | 티보 쿠르투아         | 레알 마드리드  | 벨기에         | 20             |
| 3위               | 야신 부누             | 세비야         | 모로코         | 14             |
| 그 외의 후보 명단 |                       |                |                |                |
| 순위              | 선수                  | 클럽           | 국적           | 득표 수        |
| 4위               | 알리송                | 리버풀         | 브라질         | 8              |
| 5위               | 에데르송              | 맨체스터 시티  | 브라질         | 4              |

### 남자 베스트 감독
2023년 1월 12일, 5명의 선수가 후보에 올랐다. 이후 3명으로 추려진 최종 후보는 2월 9일에 공개되었다.
| 순위              | 선수            | 클럽             | 득표 수        |
| 최종 후보 명단    | 최종 후보 명단  | 최종 후보 명단   | 최종 후보 명단 |
| ----------------- | --------------- | ---------------- | -------------- |
| 1위               | 리오넬 스칼로니 | 아르헨티나       | 28             |
| 2위               | 카를로 안첼로티 | 레알 마드리드    | 17             |
| 3위               | 펩 과르디올라   | 맨체스터 시티    | 12             |
| 그 외의 후보 명단 |                 |                  |                |
| 순위              | 선수            | 클럽             | 득표 수        |
| 4위               | 왈리드 레그라기 | 위다드 AC 모로코 | 10             |
| 5위               | 디디에 데샹     | 프랑스           | 5              |

### 여자 베스트 선수
2023년 1월 12일, 14명의 선수가 후보에 올랐다. 이후 3명으로 추려진 최종 후보는 2월 10일에 공개되었다.
올해의 여자 선수 선정 기준은 2021년 8월 7일부터 2022년 7월 31일까지의 기간 동안의 활약을 기준으로 한다.
| 순위              | 선수              | 클럽                            | 국적           | 득표 수        |
| 최종 후보 명단    | 최종 후보 명단    | 최종 후보 명단                  | 최종 후보 명단 | 최종 후보 명단 |
| ----------------- | ----------------- | ------------------------------- | -------------- | -------------- |
| 1위               | 알렉시아 푸테야스 | 바르셀로나                      | 스페인         | 50             |
| 2위               | 앨릭스 모건       | 올랜도 프라이드 샌디에고 웨이브 | 미국           | 37             |
| 3위               | 베스 미드         | 아스널                          | 잉글랜드       | 37             |
| 그 외의 후보 명단 |                   |                                 |                |                |
| 순위              | 선수              | 클럽                            | 국적           | 득표 수        |
| 4위               | 샘 커             | 첼시                            | 오스트레일리아 | 34             |
| 5위               | 아이타나 본마티   | 바르셀로나                      | 스페인         | 29             |
| 6위               | 데비냐            | 노스캐롤라이나 커리지           | 브라질         | 25             |
| 7위               | 알렉산드라 포프   | VfL 볼프스부르크                | 독일           | 17             |
| 8위               | 레아 윌리엄슨     | 아스널                          | 잉글랜드       | 17             |
| 9위               | 아다 헤게르베르그 | 리옹                            | 노르웨이       | 13             |
| 10위              | 웬디 르나르       | 리옹                            | 프랑스         | 9              |
| 11위              | 레나 오베르도르프 | VfL 볼프스부르크                | 독일           | 4              |
| 12위              | 비비아너 미데마   | 아스널                          | 네덜란드       | 2              |
| 13위              | 케이라 월시       | 맨체스터 시티 바르셀로나        | 잉글랜드       | 0              |
| 14위              | 제시 플레밍       | 첼시                            | 캐나다         | 0              |

### 여자 베스트 골키퍼
2023년 1월 12일, 6명의 선수가 후보에 올랐다. 이후 3명으로 추려진 최종 후보는 2월 8일에 공개되었다.
| 순위              | 선수                  | 클럽                                       | 국적           | 득표 수        |
| 최종 후보 명단    | 최종 후보 명단        | 최종 후보 명단                             | 최종 후보 명단 | 최종 후보 명단 |
| ----------------- | --------------------- | ------------------------------------------ | -------------- | -------------- |
| 1위               | 메리 어프스           | 맨체스터 유나이티드                        | 잉글랜드       | 26             |
| 2위               | 크리스티아네 엔들레르 | 리옹                                       | 칠레           | 22             |
| 3위               | 안카트린 베르거       | 첼시                                       | 독일           | 10             |
| 그 외의 후보 명단 |                       |                                            |                |                |
| 순위              | 선수                  | 클럽                                       | 국적           | 득표 수        |
| 4위               | 산드라 파뇨스         | 바르셀로나                                 | 스페인         | 7              |
| 5위               | 메를레 프롬스         | 아인트라흐트 프랑크푸르트 VfL 볼프스부르크 | 독일           | 5              |
| 6위               | 앨리사 네허           | 시카고 레드 스타스                         | 미국           | 3              |

### 여자 베스트 감독
2023년 1월 12일, 6명의 선수가 후보에 올랐다. 이후 3명으로 추려진 최종 후보는 2월 9일에 공개되었다.
| 순위              | 선수                      | 클럽           | 득표 수        |
| 최종 후보 명단    | 최종 후보 명단            | 최종 후보 명단 | 최종 후보 명단 |
| ----------------- | ------------------------- | -------------- | -------------- |
| 1위               | 사리나 비흐만             | 잉글랜드       | 28             |
| 2위               | 소니아 봉파스토르         | 리옹           | 18             |
| 3위               | 피아 순드하게             | 브라질         | 10             |
| 그 외의 후보 명단 |                           |                |                |
| 순위              | 선수                      | 클럽           | 득표 수        |
| 4위               | 에마 헤이스               | 첼시           | 10             |
| 5위               | 마르티나 포스테클렌부르크 | 독일           | 6              |
| 6위               | 베브 프리스트먼           | 캐나다         | 0              |

### FIFA 푸슈카시상
2023년 1월 12일, 11명의 선수가 후보에 올랐다. 이후 3명으로 추려진 최종 후보는 2월 10일에 공개되었다.
| 순위              | 선수                       | 소속 팀             | 상대 팀         | 점수           | 대회                               | 날짜             | 득표 수        |
| 최종 후보 명단    | 최종 후보 명단             | 최종 후보 명단      | 최종 후보 명단  | 최종 후보 명단 | 최종 후보 명단                     | 최종 후보 명단   | 최종 후보 명단 |
| ----------------- | -------------------------- | ------------------- | --------------- | -------------- | ---------------------------------- | ---------------- | -------------- |
| 1위               | 마르친 올렉시              | 바르타 포즈난       | 스탈 제슈프     | 4 - 0          | 2022 PZU 앰프 풋볼 엑스트라클라사  | 2022년 11월 6일  | 21             |
| 2위               | 디미트리 파예트            | 마르세유            | PAOK            | 2 - 1          | 2021-22년 UEFA 유로파컨퍼런스리그  | 2022년 4월 7일   | 20             |
| 3위               | 히샤를리송                 | 브라질              | 세르비아        | 2 - 0          | 2022년 FIFA 월드컵                 | 2022년 11월 24일 | 17             |
| 그 외의 후보 명단 |                            |                     |                 |                |                                    |                  |                |
| 순위 없음         | 마리오 발로텔리            | 아다나 데미르스포르 | 괴즈테페        | 7 - 0          | 2021-22 쉬페르리그                 | 2022년 5월 22일  | N/A            |
| 순위 없음         | 프란시스코 곤살레스 메틸리 | 센트랄 코르도바     | 로사리오 센트랄 | 3 - 0          | 2022 아르헨티나 프리메라 디비시온  | 2022년 8월 1일   | N/A            |
| 순위 없음         | 아망딘 앙리                | 리옹                | 바르셀로나      | 3 - 1          | 2021-22 UEFA 여자 챔피언스리그     | 2022년 5월 21일  | N/A            |
| 순위 없음         | 테오 에르난데스            | 밀란                | 아탈란타        | 2 - 0          | 세리에 A 2021-22                   | 2022년 5월 15일  | N/A            |
| 순위 없음         | 알루 쿠올                  | 오스트레일리아      | 이라크          | 1 - 1          | 2022년 AFC U-23 아시안컵           | 2022년 6월 4일   | N/A            |
| 순위 없음         | 킬리안 음바페              | 프랑스              | 아르헨티나      | 3 - 3          | 2022년 FIFA 월드컵                 | 2022년 12월 18일 | N/A            |
| 순위 없음         | 살마 파라유엘로            | 비야레알            | 바르셀로나      | 1 - 6          | 2021-22 프리메라 디비시온 페메니나 | 2022년 4월 2일   | N/A            |
| 순위 없음         | 알레시아 루소              | 잉글랜드            | 스웨덴          | 4 - 0          | UEFA 여자 유로 2022                | 2022년 7월 26일  | N/A            |

### FIFA 팬상
이 상은 우승, 성별, 국적 등에 관계없이 2021년 8월부터 2022년 12월까지 최고의 팬들의 순간이나 제스처를 기념하는 상이다. 최종 후보들은 FIFA 전문가 패널에 의해 선정되었다.
| 순위 | 팬                  | 선정 이유 | 득표 수 | 득표율 |
| ---- | ------------------- | --- | ------- | ------ |
| 1위  | 아르헨티나 서포터들 | 그들은 카타르에서 아르헨티나의 2022년 FIFA 월드컵 우승을 응원하였고, 수백만 명의 팬들이 대회 우승 후 부에노스아이레스로 돌아온 것을 환영함. | 656,253 | 41.88% |
| 2위  | 일본 서포터들       | 2022년 FIFA 월드컵에서 자국의 경기가 끝난 후 경기장을 청소하기 위해 경기장에 남아있는 전통적인 특성.                                        | 526,887 | 33.63% |
| 3위  | 압둘라 알살미       | 2022년 FIFA 월드컵에서 자국을 응원하기 위해 지다에서 카타르까지 아라비아 사막을 가로질러 1600km를 하이킹함.                                 | 383,643 | 24.49% |

### FIFA 페어 플레이상
| 수상자          | 소속 팀         | 선정 이유 |
| --------------- | --------------- | --- |
| 루카 로호슈빌리 | 볼프스베르거 AC | 경기 중 혀가 말려 들어가 숨을 쉬지 못하고 있던 게오르그 테이글의 기도를 확보하여 응급처치를 하였다. 로호슈빌리의 응급처치 덕분에 테이글은 의식을 되찾았고, 지역 병원에서 치료를 받을 수 있었다. |

### FIFA FIFPro 월드 11 (FIFA FIFPro World11)
| 선수             | 소속 클럽                         |
| 골키퍼           | 골키퍼                            |
| ---------------- | --------------------------------- |
| 티보 쿠르투아    | 레알 마드리드                     |
| 수비수           |                                   |
| 주앙 칸셀루      | 맨체스터 시티 바이에른 뮌헨       |
| 버질 판 데이크   | 리버풀                            |
| 아슈라프 하키미  | 파리 생제르맹                     |
| 미드필더         |                                   |
| 카제미루         | 레알 마드리드 맨체스터 유나이티드 |
| 케빈 더 브라위너 | 맨체스터 시티                     |
| 루카 모드리치    | 레알 마드리드                     |
| 공격수           |                                   |
| 카림 벤제마      | 레알 마드리드                     |
| 엘링 홀란드      | 보루시아 도르트문트 맨체스터 시티 |
| 킬리안 음바페    | 파리 생제르맹                     |
| 리오넬 메시      | 파리 생제르맹                     |